# Omaha Ak-Sar-Ben Knights
Die Omaha Ak-Sar-Ben Knights waren ein Eishockeyverein aus der Stadt Omaha im US-Bundesstaat Nebraska von 2005 bis 2007. Die Knights befanden sich im Besitz der Calgary Flames und waren deren Farmteam in der AHL. Farmteam der Omaha Ak-Sar-Ben Knights waren wiederum die Las Vegas Wranglers (ECHL).
Der Verein war nach den Knights of Ak-Sar-Ben, einer städtischen Organisation in Omaha, benannt. Der Ausdruck „Ak-Sar-Ben“ stellt nichts weiter als den rückwärts ausgesprochen Namen des Staates Nebraska dar und war der Name des ehemaligen Kulturzentrums der Stadt Omaha. Auch ein ehemaliges Eishockeyteam, das bereits Omaha Knights hieß, trug seine Heimspiele im Ak-Sar-Ben aus.
Das Heimstadion der Ak-Sar-Ben Knights war das Omaha Civic Auditorium.
2007 wurde das Franchise nach Moline, Illinois umgesiedelt.

## Geschichte
Die Omaha Ak-Sar-Ben Knights wurden im Jahre 2005 als neues AHL-Farmteam der Calgary Flames gegründet. Sie entstanden aus dem alten Franchise der Saint John Flames, die im Sommer 2003 den Spielbetrieb einstellten und wurden das Nr. 1-Farmteam der Calgary Flames.
Die Saison 2005/06 war die erste der Ak-Sar-Ben Knights und in dieser verpassten sie die Playoffs mit einem sechsten Platz in ihrer Division.
2006/07 erreichten sie zum ersten Mal die Playoffs und belegten in der Regulären Saison den ersten Platz in der West Division. In der ersten Runde der Playoffs scheiterten sie schließlich an den Iowa Stars.
Im Mai 2007 gaben die Calgary Flames bekannt, dass das Franchise in die Region der Quad Cities nach Moline, Illinois umgesiedelt und in Quad City Flames umbenannt wird.

## Saisonstatistik
Abkürzungen: GP = Spiele, W = Siege, L = Niederlagen, OTL = Niederlagen nach Overtime SOL = Niederlagen nach Shootout, Pts = Punkte, GF = Erzielte Tore, GA = Gegentore, PIM = Strafminuten
| Saison  | GP  | W  | L  | T | OTL | SOL | Pts | GF  | GA  | PIM  | Platz    | Playoffs                                                                            |
| 2005/06 | 80  | 35 | 31 | — | 3   | 11  | 84  | 206 | 221 | 1801 | 6., West | nicht qualifiziert                                                                  |
| 2006/07 | 80  | 49 | 25 | — | 5   | 1   | 104 | 214 | 189 | 1600 | 1., West | Niederlage im Division Halbfinale, 2:4 (Iowa)                                       |
| Gesamt  | 160 | 84 | 56 | — | 8   | 12  | 188 | 420 | 410 | 3401 |          | 1 Playoff-Teilnahme 1 Serie: 0 Siege, 1 Niederlage 6 Spiele: 2 Siege, 4 Niederlagen |

## Vereinsrekorde

### Karriere
|                           | Name              | Anzahl                      |
| Meiste Spiele             | Warren Peters     | 156 (in 2 Spielzeiten)      |
| Meiste Tore               | Carsen Germyn     | 52                          |
| Meiste Vorlagen           | Carsen Germyn     | 63                          |
| Meiste Punkte             | Carsen Germyn     | 115 (52 Tore + 63 Vorlagen) |
| Meiste Strafminuten       | Brandon Prust     | 505                         |
| Meiste Siege als Torhüter | Curtis McElhinney | 44                          |
| Meiste Shutouts           | Curtis McElhinney | 10                          |

### Saison
|                           | Name                                        | Anzahl | Saison  |
| Meiste Tore               | Carsen Germyn                               | 28     | 2006/07 |
| Meiste Vorlagen           | Andrei Taratuchin                           | 43     | 2006/07 |
| Meiste Punkte             | Dustin Boyd Carsen Germyn Andrei Taratuchin | 60     | 2006/07 |
| Meiste Strafminuten       | Brandon Prust                               | 294    | 2005/06 |
| Beste Plus/Minus-Bilanz   | David Van der Gulik                         | +27    | 2006/07 |
| Meiste Siege als Torhüter | Curtis McElhinney                           | 35     | 2006/07 |
| Meiste Shutouts           | Curtis McElhinney                           | 7      | 2006/07 |
| Bester Gegentor-Schnitt   | Curtis McElhinney                           | 2.13   | 2006/07 |
| Beste Fangquote           | Curtis McElhinney                           | 91,7 % | 2006/07 |